# Denfeld Mountains
Die Denfeld Mountains sind eine Gruppe verstreuter Berge im westantarktischen Marie-Byrd-Land. Sie liegen zwischen dem Crevasse Valley Glacier und dem Arthur-Gletscher in den Ford Ranges.
Das Gebirge wurde bei der ersten (1928–1930) und zweiten Antarktisexpedition (1933–1935) des US-amerikanischen Polarforschers Richard Evelyn Byrd sowie der United States Antarctic Service Expedition (1939–1941) erkundet. Namensgeber ist Admiral Louis E. Denfeld (1891–1972), Leiter der Marineoperationen und von 1947 bis 1949 Stabschef bei der United States Navy, der an der Planung und Organisation der Operation Highjump (1946–1947) beteiligt war.